# Granera
Granera település Spanyolországban, Barcelona tartományban. Lakosainak száma 84 fő (2024).

## Földrajza
Granera Monistrol de Calders, Castellterçol, Gallifa, Sant Llorenç Savall és Mura községekkel határos.

## Népesség
A település lakosságának változását az alábbi diagram mutatja:
| Lakosok száma | 230  | 314  | 160  | 126  | 51   | 78   | 77   | 80   | 69   | 84   |
|               | 1717 | 1887 | 1936 | 1960 | 1986 | 2004 | 2009 | 2014 | 2019 | 2024 |